# George Tabori
George Tabori (Budapest, 24 maggio 1914 – Berlino, 23 luglio 2007) è stato uno scrittore ungherese.

## Biografia
George Tabori nacque a Budapest come Tábori György, il 24 maggio 1914, in una famiglia di intellettuali ebrei, secondo figlio del giornalista, scrittore e storico dilettante Cornelius Tábori (1879-1944). Poiché sua madre Elsa (1889-1963) era figlia di un medico austriaco, Tabori crebbe bilingue.
Dopo l'esame di scuola superiore, superato nel 1932 a diciotto anni, il padre mandò il figlio a Berlino. Lì, George Tabori frequentò un anno e mezzo una scuola per l'insegnamento di gestione alberghiera, prima all'Hotel Adlon e poi all'hotel Hessler. A Berlino assistette ai primi discorsi di Hitler. Costretto a lasciare la Germania a causa della sua origine ebraica, nel 1935 tornò a Budapest e studiò all'università, ma nel 1936 emigrò a Londra con suo fratello maggiore Paul (1908-1974).

### Periodo inglese
In un primo tempo a Londra lavorò come giornalista per la BBC e traduttore. Dal 1939 al 1941 fu inviato speciale a Sofia e a Istanbul. Nel 1941 ricevette la cittadinanza britannica. Dal 1943 fu corrispondente di guerra e ufficiale dei servizi segreti dell'esercito britannico.
Suo padre morì ad Auschwitz nel 1944, ma sua madre e suo fratello Paul riuscirono a sfuggire ai nazisti.
Nel 1945 finì il suo primo romanzo, Sotto la pietra.

### Periodo americano
Nel 1947 si recò negli Stati Uniti con l'intenzione di rimanere al massimo pochi mesi. Vi rimase vent'anni.
Lavorò come sceneggiatore e drammaturgo a Hollywood, dove mantenne i contatti con scrittori e altri studiosi tedeschi in esilio, come Bertolt Brecht, Thomas Mann, Lion Feuchtwanger ecc. Scrisse sceneggiature per il cinema: per Alfred Hitchcock, Joseph Losey e Anatole Litvak. Tradusse opere di Bertolt Brecht e Max Frisch. Debuttò come regista nel 1955. Nel 1953 sposò l'attrice di origine svedese Viveca Lindfors, da cui divorziò nel 1970.

### Ritorno in Europa
Ritornò in Europa nel 1969, e nel 1971 si spostò nella Repubblica Federale Tedesca. Nel 1975 fondò il Bremer Theaterlabor (Teatro laboratorio di Brema). 
Si trasferì successivamente a Monaco di Baviera, dove organizzò spettacoli come Aspettando Godot di Samuel Beckett, Medea di Euripide. Allestì la sua prima opera lirica, I pagliacci di Ruggero Leoncavallo, nel 1986 al Teatro dell'Opera di Vienna.
Il punto culminante della sua carriera teatrale fu al Burgtheater di Vienna, sotto la guida di Claus Peymann.
Morì il 23 luglio 2007, a 93 anni, a Berlino, dove fu sepolto nel cimitero di Dorotheenstadt.

## Opere teatrali
Alla fine del 1960, Tabori portò le sue opere teatrali e l'opera di Brecht in molti college e in molte università. Presso l'Università della Pennsylvania insegnò in corsi di scrittura drammatica. Due opere teatrali di Tabori in lingua inglese - The Cannibals e Pinkville - sono stati messi in scena da Wynn Handman al Teatro American Place a New York dal 1968 al 1970.

## Filmografia

### Sceneggiatore
- La rivolta (Crisis), regia di Richard Brooks (1950)
- Bagliori ad Oriente (Thunder in the East), regia di Charles Vidor (1952)
- Io confesso (I Confess), regia di Alfred Hitchcock (1955)
- Il viaggio (The Journey), regia di Anatole Litvak (1959)
- Cerimonia segreta (Secret Ceremony), regia di Joseph Losey (1968)
- Tabori in Auschwitz, regia di George Tabori (1994)

### Regista
- Tabori in Auschwitz (1994)